# Rehhübel
Der Rehhübel ist ein 930,2 m ü. NHN hoher Berg in Sachsen.

## Geografische Lage
Der Rehhübel liegt im westlichen Erzgebirge bei Oberwildenthal und südlich der Sauschwemme, einem Ortsteil von Johanngeorgenstadt im Erzgebirgskreis. Die nächsthöhere Erhebung unweit des Rehhübels ist der etwa drei Kilometer nördlich gelegene 1018,2 m ü. NHN hohe Auersberg. Nur wenige hundert Meter südlich des Rehhübels verläuft die Grenze zu Tschechien.

## Geologie
Der Rehhübel gehört zur Roteisen-Baryt-Formation. Der Rehhübler Ganzzug ist einst der bedeutendste gewesen und wurde vor allem durch markante Stufen des Roten Glaskopfes bekannt.

## Geschichte
Während im 16. Jahrhundert auf dem Rehhübel Köhlerei betrieben wurde, begann im 17. Jahrhundert der Bergbau auf Roteisenstein, Quarz und Pechblende. 1656 wird das Bergwerk Allerheiligen erwähnt. Bedeutendster Bergherr war um 1700 hier Veit Hans Schnorr von Carolsfeld, der die Gruben Drei Brüder, St. Christoph und Mariä Himmelfahrt besaß.

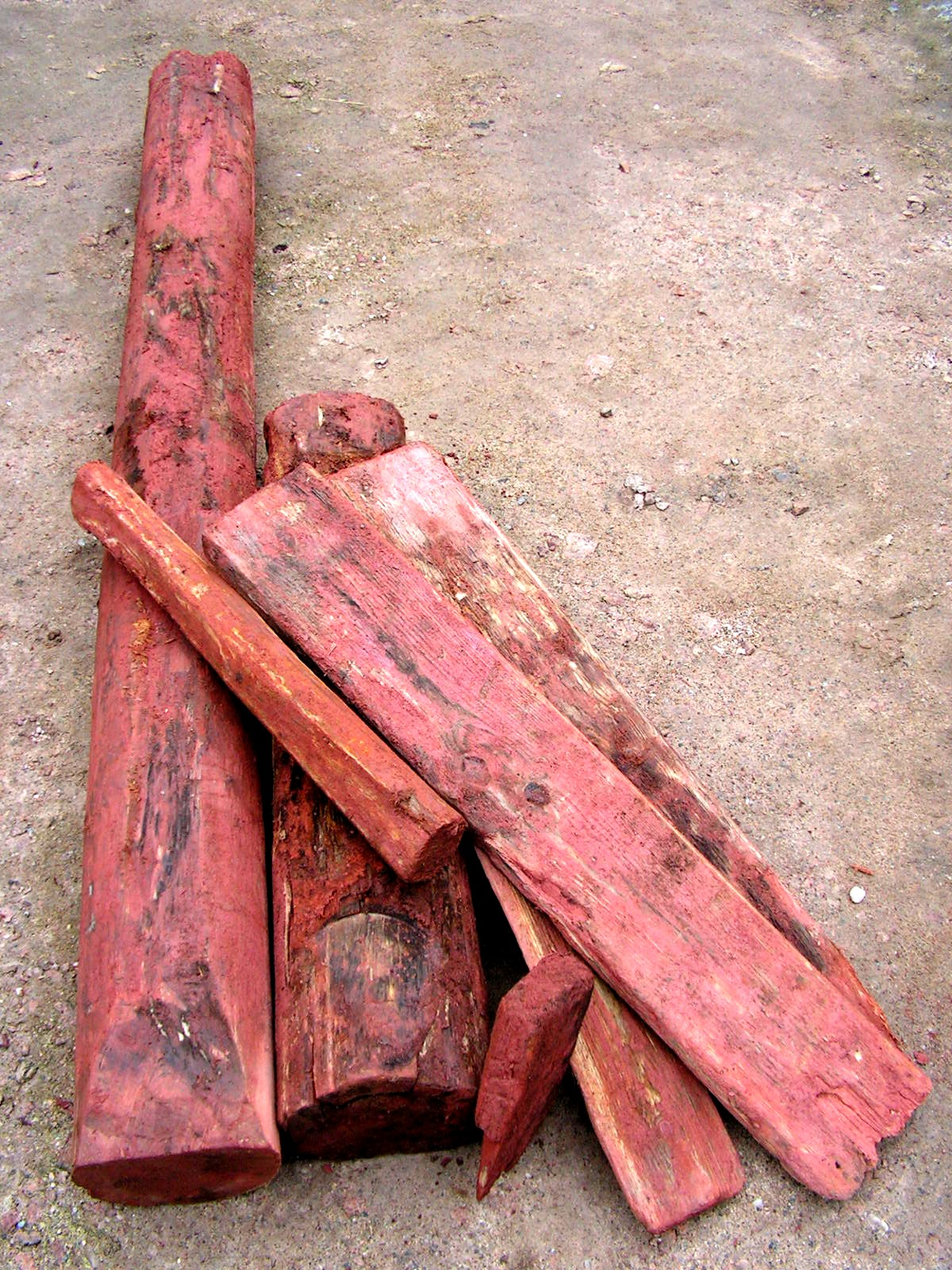
Geborgene Ausbauhölzer aus dem Urbanus Erbstollen, sogar eine „Stollenlaus“ (Holzkeil) war dabei

Zinn- und Eisenerz zählen zu den seit frühester Zeit im Gebiet um Wildenthal abgebauten Rohstoffen. Das Grubenfeld am Rehhübel gehörte dem kursächsischen Eibenstocker Bergamtsbezirk an. Dieser umfasste das gesamte Gebiet zwischen Gottesberg im Westen und Johanngeorgenstadt im Osten.
Erste urkundliche Erwähnungen des Bergbaus auf Eisen- und Zinnerze im Raum südlich von Schwarzenberg datieren auf das letzte Quartal des 14. Jahrhunderts. Wann der Bergbau um Wildenthal genau begann, konnte bisher noch nicht abschließend geklärt werden.
Alte Risse weisen eine Vielzahl von Halden und Grubennamen im Umfeld des Urbanus-Stollens aus, welche auf einen intensiven, tagesnahen Abbau bereits vor 1700 hinweisen. Der Urbanus-Stollen, ein Erbstollen, diente dabei auch der Entwässerung oberhalb gelegener Bergwerke wie der „St. Johannes Fundgrube“ und später auch der „Lorenz Fundgrube“.
Im Jahr 1833 erwähnt das „Jahrbuch für den Sächsischen Berg- und Hüttenmann“ u. a., dass „bey Sct. Johannes am Rehhübel […] es fortdauernd nicht an Eisenerzanbrüchen fehlt.“ und „Das Urbaneser Stollnort rückte um 14 7/8 Lachter gegen Mittag im Lorenzer Felde fort.“
Ein Jahr später (1834) wird im Jahrbuch auch der in der Lorenz Fundgrube abgebaute Erzgang wie folgt beschrieben: „Freylich ist […] die Wasserhaltung, welche täglich 6 Mann erfordert, sehr kostspielig […]. Inzwischen dürfte die Heranführung des tieferen Urbanus-Stollens von St. Johannes her […] diesem Übel in nicht mehr zu langer Zeit vollkommen abhelfen.“
In historischen Rissunterlagen ist häufig festzustellen, dass zum Zeitpunkt der Vermessung nicht mehr zugängliche Stollen und Hohlräume nicht mehr dargestellt wurden. Die aktuellen Tagesbrüche zeigen, dass auch hier die Risse bezüglich möglicherweise bereits vor 1780 angelegter Grubenbaue auf dem Urbanus-Stollen unvollständig sind.
1887 wurden die zum früheren Berggebäude St. Johannes und Lorenz gehörige Obersteigerwohnung, Schacht- und Göpelhaus sowie Betstubengebäude und Arbeiterwohnung auf Abbruch versteigert. Doch noch bis zum Beginn der 1930er Jahre stand am nach Oberwildenthal zu gelegenen Rehhübelhang das Huthaus St. Johannes, das einst als Grubenhaus für den Abbau des Roteisensteins diente. Ferner mutete hier auch die Gesellschaft Lorenz den Lorenz-Tiefer-Erbstollen. Nach ihr wurden die Lorenzhäuser und der heute noch vorhandene Lorenzweg benannt.
Unweit des Rehhübels führte noch bis nach dem Ersten Weltkrieg der Hohlbauer Kunstgraben vorbei.